# Двадцать второе правительство Израиля
Двадцать второе правительство Израиля (ивр. ממשלת ישראל העשרים ושתיים‎) было сформировано лидером блока Ликуд Ицхаком Шамиром 20 октября 1986 года. Шамир заменил Шимона Переса на посту премьер-министра в соответствии с достигнутыми ранее договорённостями с блоком МААРАХ. Из состава правящей коалиции был исключён представитель мелкой религиозной партии Мораша, в составе коалиции остались МАФДАЛ, Агудат Исраэль, ШАС, Шинуй и Омец, хотя Шинуй вышла из коалиции 26 мая 1987 года.
Двадцать второе правительство находилось у власти до 22 декабря 1988 года, когда после выборов в Кнессет в ноябре 1988 было сформировано двадцать третье правительство.

## Состав правительства
| Должность                                            | Имя, фамилия                                  | Партийная принадлежность  |
| ---------------------------------------------------- | --------------------------------------------- | ------------------------- |
| Премьер-министр                                      | Ицхак Шамир                                   | Ликуд                     |
| Исполняющий обязанности премьер-министра             | Шимон Перес                                   | Маарах                    |
| Заместитель премьер-министра                         | Давид Леви                                    | Ликуд                     |
| Заместитель премьер-министра                         | Ицхак Навон                                   | Маарах                    |
| Министр сельского хозяйства                          | Арье Нехемкин                                 | Маарах                    |
| Министр связи                                        | Амнон Рубинштейн (до 26 мая 1987)             | Шинуй                     |
| Министр связи                                        | Гад Яакоби (с 9 июня 1987)                    | Маарах                    |
| Министр обороны                                      | Ицхак Рабин                                   | Маарах                    |
| Министр экономики и планирования                     | Гад Яакоби                                    | Маарах                    |
| Министр образования и культуры                       | Ицхак Навон                                   | Маарах                    |
| Министр энергетики и инфраструктуры                  | Моше Шахаль                                   | Маарах                    |
| Министр финансов                                     | Моше Ниссим                                   | Ликуд                     |
| Министр иностранных дел                              | Шимон Перес                                   | Маарах                    |
| Министр здравоохранения                              | Шошана Арбели-Альмозлино                      | Маарах                    |
| Министр строительства                                | Давид Леви                                    | Ликуд                     |
| Министр абсорбции                                    | Яаков Цур                                     | Маарах                    |
| Министр торговли и промышленности                    | Ариэль Шарон                                  | Ликуд                     |
| Министр внутренних дел                               | Ицхак Перец (до 6 января 1987)                | ШАС                       |
| Министр юстиции                                      | Авраам Шрир                                   | Ликуд                     |
| Министр труда и социального обеспечения              | Моше Кацав                                    | Ликуд                     |
| Министр внутренней безопасности                      | Хаим Бар-Лев                                  | Маарах                    |
| Министр по делам религий                             | Звулун Хаммер                                 | МАФДАЛ                    |
| Министр науки и развития                             | Гидеон Пат                                    | Ликуд                     |
| Министр туризма                                      | Авраам Шрир                                   | Ликуд                     |
| Министр транспорта                                   | Хаим Корфу                                    | Ликуд                     |
| Министр без портфеля                                 | Моше Аренс (4 сентября 1987 — 18 апреля 1988) | Ликуд                     |
| Министр без портфеля                                 | Мордехай Гур (с 18 апреля 1987)               | Маарах                    |
| Министр без портфеля                                 | Игаль Горовиц                                 | Омец                      |
| Министр без портфеля                                 | Ицхак Модаи                                   | Ликуд                     |
| Министр без портфеля                                 | Ицхак Перец (с 25 мая 1987)                   | ШАС                       |
| Министр без портфеля                                 | Йосеф Шапира                                  | Не был депутатом Кнессета |
| Министр без портфеля                                 | Эзер Вейцман                                  | Маарах                    |
| Заместитель министра кабинета премьер-министра       | Рони Мило (до 21 ноября 1988)                 | Ликуд                     |
| Заместитель министра сельского хозяйства             | Авраам Кац-Оз                                 | Маарах                    |
| Заместитель министра обороны                         | Михаэль Декель (до 21 ноября 1988)            | Ликуд                     |
| Заместитель министра финансов                        | Адиэль Аморай                                 | Маарах                    |
| Заместитель министра труда и социального обеспечения | Рафаэль Пинхаси                               | ШАС                       |